# Steyr HS.50
Steyr HS.50 là loại súng bắn tỉa công phá bắn phát một do Steyr Mannlicher Gmbh & Co KG của Áo phát triển và chế tạo. Nó được xác định sử dụng để bắn các xe bọc thép nhẹ, phương tiện hàng không, phá hủy radar, pháo, tên lửa và chống bắn tỉa. Steyr HS.50 ra mắt lần đầu tiên tại triển lãm ShotShow-2004 trong quý đầu năm 2004.
Steyr HS.50 sử dụng loại đạn 12,7 × 99 mm (.50 BMG) và biến thể của nó là Steyr.460 HS sử dụng loại đạn 12,7 × 99 mm mới là.460 Steyr do hãng chế tạo. Steyr HS.50 là loại súng sử dụng loại đạn 12,7 × 99 mm đầu tiên mà Steyr Mannlicher chế tạo.